# Коклен Федір Варфоломійович
Федір (Фредерік) Варфоломійович Коклен (XIX ст., Одеса) — одеський архітектор, скульптор, мистецтвознавець.

## Біографія
Народився в родині відомого червонодеревника і купця Варфоломія Коклена, родовід якого брав свій початок з Франції. Майстерно виготовлені меблі і елементи декору Варфоломій Коклен поставляв до двору імператора Миколи I. Свого сина Федора купецька сім'я відправила вчитися до Парижу. Після закінчення паризького Королівського художнього училища Федір Коклен вступив до Петербурзької академії мистецтв. 1853 року отримав звання некласного художника за проект міської брами з гауптвахтою і будинком для митної команди (звання, яке отримував учень Петербурзької Академії мистецтв по закінченні навчання, якщо він був удостоєний срібної медалі).
Після закінчення Академії Федір Варфоломійович жив і працював в Одесі (друга половина XIX ст.). Близьким другом родини був видатний актор Бенуа Коклен, який приїжджав до Одеси, де грав у Російському драматичному театрі.

## Діяльність, проекти
Федір Коклен керував власною майстернею на розі вул. Преображенської і провулка Казарменого (пізніше Некрасова № 7), переважно виконував приватні замовлення. Був членом Товариства красних мистецтв, Французького товариства тощо.
Вважався одним з найяскравіших представників французької школи в архітектурі, використовував стилізації французького зодчества часів ренесансу, бароко й рококо. Споруджував особняки і прибуткові будинки, серед них:
- Двоповерховий будинок з мансардою на розі вулиць Успенської і Канатної;
- Будинок Черепенникова з виробничою будівлею, 1878 р., Пушкінська, 14 / вул. Буніна (на той час будинок мав № 16)[1]